# CD NEWS
『CD NEWS』（シーディー・ニュース）は、千葉テレビ放送（現・チバテレ）を発局とし、全国40局ネットで放送されていた5分間、または30分間の音楽情報番組。

## 概要
- 1993年4月、ビーイング所属のアーティストの最新情報・ビデオクリップ・インタビューなどを5分間にわたって放送するミニ番組・音楽情報番組としてスタートした。
- 当時のビーイングのメディアに対する方針として、音楽番組への出演に積極的でなかったことが挙げられ、通常のテレビに出演しないアーティストのビデオクリップやインタビュー、アルバム全曲紹介映像、歌う姿などを視聴できる、当時としては、数少ない貴重な番組であった。
- 初回～1999年9月までは、オープニングのBGMをDIMENSIONが担当していた。
- 当時テレビや音楽番組に一切出演していなかった大黒摩季は、1995年2月にシングル『ら・ら・ら』で声のみでのインタビュー出演、また1995年7月の『LA.LA.LA』発売時に放送された「LA・LA・LA・Special」では、顔出しでインタビューに答えている。ただし放映された時間はわずか数秒の間だけであった。
- 前述のアルバム特集など、放送回によっては、5分間全て一組のアーティストの特集やアルバム紹介に充てるなど、民放キー局制作では、スポンサーの意向などが働くため実現が難しい番組形態を実現させ、新譜宣伝を効果的に行っていた。
- 1994年末に30分間のスペシャル版を皮切りに、1996年(年始・年末)・1997年(年末)・1998年(年末)は55分間の特別番組「CD NEWS SPECIAL」が放送され、その年に活躍したビーイング所属のアーティストのビデオクリップを、それぞれ通常より長めの時間放送していた。詳細な放送内容は後述。
- 特別番組では、通常番組では取り扱われてなかったTUBEの紹介や、1998年の特別番組では佳苗のインタビューの模様が取り扱われていた。
- 2003年放送開始したリニューアル番組では、ビーイング系アーティストの情報以外にコブクロ・スガシカオ・小柳ゆき・TRICERATOPSなどの有名アーティストも登場しており、プレゼント企画もあった。

## CD NEWS SPECIAL
「CD NEWS SPECIAL」では、通常テレビ番組に出演しない、あるいはほとんどないアーティストがライブ映像を収録し放送していた。主な出演アーティストと演奏曲目は以下の通り。また放送年によっては、通常放送が行われている放送局でも、各局の編成上の都合などで、未放送の場合があった（例：テレビ和歌山では、1998年1月放送分のみ未放送）。

### 1994年
- 初の30分特番。浜家優子の司会で、ビーイング主要アーティストの1994年を振り返る内容となっており、DEENとMANISHのインタビューとFEEL SO BADのスタジオライブを織り交ぜた内容だった。
- 本年の特番のみ番組開始直前と番組終了直後に、発売直後のZARDの「あなたを感じていたい」のスポットCMが入っている。[1]
- B'zとZARDの紹介では、商品化されていない貴重な映像も流れた。
- 通常放送では取り上げられていないTUBEは紹介されているが、ツアー終了後に活動休止したREVやプロデュースを終了したKIX-Sと森下由美子、活動が流動的だった中原薫・柳原愛子・TEARSらは取り上げられていない。

### 1996年
- 1996年1月年始に全国のCD NEWS放送局で放送。浜家優子の司会で、「'96 ROCK SPECIAL」と題し、ベスト20形式で1995年に活躍したビーイングのアーティストのビデオクリップを多数放送した。放送内容は放送順に以下の通り。注釈のないものは通常のビデオクリップ放送を指す。
  - 第10位 MANISH『煌めく瞬間に捕われて』
  - 第9位 ZYYG『ぜったいに 誰も』・『JULIA』（スタジオライブ）
  - 第8位 PAMELAH『LOOKING FOR THE TRUTH』『I FEEL DOWN』・『キレイになんか愛せない』（スタジオライブ）
  - 第7位 DEEN『Teenage dream』・池森秀一インタビュー・『未来のために』『LOVE FOREVER』
  - 第6位 T-BOLAN 『SHAKE IT』『愛のために 愛の中で』
  - 第5位 大黒摩季 『いちばん近くにいてね』『FIRE』『ら・ら・ら』
  - 第4位 ZARD『I'm in love』『ハイヒール脱ぎ捨てて』『愛が見えない』『マイ フレンド』
  - 第11位 FEEL SO BAD『オタンコナス』（スタジオライブ）
  - 第3位 FIELD OF VIEW 『Last Good-bye』・浅岡雄也インタビュー・『君がいたから』『突然』
  - 第2位 WANDS 『Secret Night 〜It's My Treat〜』『FLOWER』『Same Side』
  - 第1位 B'z 『ねがい』『love me, I love you』『BAD COMMUNICATION(000-18)』『LOVE PHANTOM』

### 1997年
菅野晃子の司会で1996年の音楽ニュースを取り上げながら、1996年に活躍したビーイングのアーティストのビデオクリップを多数放送した。放送内容は放送順に以下の通り。
- ミリオンセラー・アルバムが続出
  - B'z『LOOSE』全曲紹介
  - ZARD『TODAY IS ANOTHER DAY』より「突然」「心を開いて」「愛が見えない」

- CD NEWSが選ぶ1996年アルバムベスト10
  - 第10位 B'z『FRIENDS Ⅱ』より「SNOW」「傷心」
  - 第9位 BA-JI『バジの素』より「酸素をちょうだい!（酸欠Version）」「shampoo」
  - 第8位 MANISH『Cheer!』より「イラナイ」「君の空になりたい」
  - 第7位 ZYYG『Noizy Beat』より「Noizy Beat」
  - 第6位 PAMELAH『Pure』より「BABY BABY」「BLIND LOVE」
  - 第5位 宇徳敬子『氷』より「氷」「メッセージ」
  - 第4位 FIELD OF VIEW『FIELD OF VIEW II』より「Rainy Day」「Wake Up!!」「ドキッ」
  - 第3位 DEEN『I wish』より「君の心に帰りたい」「Sha・la・la・la 〜I wish〜」「素顔で笑っていたい」
  - 第2位 ZARD『TODAY IS ANOTHER DAY』より「君がいたから」「サヨナラは今もこの胸に居ます」「LOVE 〜眠れずに君の横顔ずっと見ていた〜」「DAN DAN 心魅かれてく」「Today is another day」
  - 第1位 B'z『LOOSE』より「BAD COMMUNICATION(000-18)」「BIG」

- ベストアルバム特集
  - 大黒摩季『BACK BEATs #1』
  - WANDS『SINGLES COLLECTION+6』
  - T-BOLAN『SINGLES』より「離したくはない」「じれったい愛」「Bye For Now」「マリア」「SHAKE IT」
  - T-BOLAN『BALLADS』より「すれ違いの純情」「遠い恋のリフレイン」「サヨナラから始めよう 〜Acoustic Version〜」「マリア 〜Acoustic version〜」
  - TUBE『TUBEst II』より「湘南My Love」「あの夏を探して」「Melodies & Memories」「恋してムーチョ」
- アニメ主題歌特集
  - ZARD『マイ フレンド』
  - FIELD OF VIEW『DAN DAN 心魅かれてく』
  - DEEN『ひとりじゃない』
  - FEEL SO BAD『バリバリ最強No.1』
  - B'z『ミエナイチカラ 〜INVISIBLE ONE〜』
  - SO-FI『SUPER LOVE』（スタジオライブ）

- LIVE FLASH
  - FEEL SO BAD
  - TUBE「LIVE AROUND SPECIAL'96」
  - B'z「LIVE GYM'96 Spirit LOOSE」
  - DEEN「LIVE JOY Break 1～I wish～」より「Sha・la・la ～I wish～」
  - FIELD OF VIEW「LIVE Horizon Ver.1」より「DAN DAN 心魅かれてく」「突然」「君がいたから」
  - ZYYG「LIVE ROCKIN' HIGH」より「Noizy Beat」
  - TWINZER「LIVE AXEL #1～STRANGE BLUE～」より
- 関西の音楽シーン
  - STORMY・Akashi Masao Group・近藤房之助・永井隆他

- 1996年音楽シーントピックス
  - 大黒摩季『熱くなれ』
  - B'z『Real Thing Shakes』
  - Rock'n Roll Standard Club『INTO THE ARENA』
  - Barbier『クリスマス タイム』
  - PAMELAH『涙』スタジオライブ

- 1997年最新音楽ニュース
  - 稲葉浩志『マグマ』より「灼熱の人」
  - ZARD『Don't you see!』
  - FEEL SO BAD『東京パワー』

- 宇徳敬子『氷』（スタジオライブ）

### 1999年
鈴木聖子のナレーションのもと、各アーティストの1998年の主要ニュースを伝えながら、多数のビデオクリップを放送した。
- 大黒摩季
  - 「LIVE NATURE # 2 〜BEST BEATs〜」ALL SONGS
  - 『MOTHER EARTH』より「Intoroduction」「理由」「うそつき」「この闇を突き抜ける」
- DEEN
  - 『君さえいれば』
  - 『The DAY』より「VOYAGE」「逢いにいくよ」
  - 『手ごたえのない愛』（スタジオライブ）

- 小松未歩
  - 『願い事ひとつだけ』『anybody's game』『チャンス』『氷の上に立つように』
  - 『小松未歩 2nd 〜未来〜』より「未来」「手ごたえのない愛」「あなたのリズム」「1万メートルの景色」「涙」「静けさの後」「Deep Emotion」

- T-BOLAN『じれったい愛 '98』
- WANDS『明日もし君が壊れても』
- B'z「LIVE GYM '98 "SURVIVE"」
- DEEN「LIVE JOY Break-2～All over the world～」より「果てない世界へ」
- BAAD「LIVE B-SOUL #3」より「百戦錬磨の恋の戦士になって」
- DIMENSHON「Live Dimentional-Seventh」より「Magic One」
- 栗林誠一郎「LIVE TOUR '98 "Frosted Glass」より「Just Let Me Tell You」
- TUBE「LIVE AROUND '98 HEAT WAVER」より「きっとどこかで」「Get Wild Love」
- ZARD
  - 「息もできない」「運命のルーレット廻して」「GOOD DAY」「新しいドア 〜冬のひまわり〜」
- XL「XLのテーマ」
- 佳苗「この地球が果てるまで」「Keep the faith」

- B'z
  - 『さまよえる蒼い弾丸』
  - 『B'z The Best "Pleasure"』全曲紹介
  - 『HOME』『The Wild Wind』
  - 『B'z The Best "Treasure"』全曲紹介

- 稲葉浩志『遠くまで』『CHAIN』

- PAMELAH『HEARTS』
- BAAD『B-SOUL』
- FIELD OF VIEW『FIELD OF VIEW III 〜NOW HERE NO WHERE〜』・『君を照らす太陽に』ライブ（ビルの屋上で撮影されている）
- MANISH『MANISH BEST -Escalation-』
- DEEN『SINGLES+1』
- 宇徳敬子『満月〜rhythm〜』・宇徳敬子インタビュー・『Don't forget me』
- 稲葉浩志『Not Too Late』

## 司会

### 1993年4月～1999年9月
- 浜家優子 - (1993年4月～1996年3月)
- 菅野晃子 - (1996年4月～1997年3月)ビーイングのプロモーションを担当するAdingの社員であり、タレントではない。
- 窪田有美 - (1997年4月から1998年3月)担当当時は大阪FM802のDJであり、降板後『ミュージック・スクエア』(NHK-FM)のDJを担当。
- 森田真奈美 - (1998年3月～1998年5月中旬)北海道放送の元アナウンサーで、フリーに転身してから初めて担当した番組である。
- 鈴木聖子 - (1998年夏頃～1999年9月)ナレーションを担当。『NO.』でもほぼ同時期にナレーションを担当していた。この期間は過去の各パーソナリティのように姿は現さず、声のみの出演であった。

### 2003年10月～2004年12月
- 斉田才 初回～最終回まで出演。後に『MU-GEN』ナレーターに。
- 内藤智子 初回～最終回まで出演。ビーイングのアーティストのイベントの司会なども担当していた。
- KAORU（庭和田薫） 2004年11月からアシスタントとして出演。後に『MU-GEN』パーソナリティに。

## ネット局・放送時間

### 1993年4月～1999年9月
| 放送対象地域   | 放送局                          | 系列           | 放送日時                                                                                      | 放送日の遅れ |
| -------------- | ------------------------------- | -------------- | --------------------------------------------------------------------------------------------- | ------------ |
| 千葉県         | 千葉テレビ放送（CTC）【制作局】 | 独立UHF局      |                                                                                               |              |
| 埼玉県         | テレビ埼玉（TVS）               | 独立UHF局      | 日曜 21:25 - 21:30                                                                            |              |
| 京都府         | KBS京都(KBS)                    | 独立UHF局      | 日曜 19:55 - 20:00                                                                            |              |
| 大阪府・兵庫県 | サンテレビ(SUN)                 | 独立UHF局      | 金曜 17:25 - 17:30（夏季） 金曜 19:55 - 20:00（冬季）                                         |              |
| 和歌山県       | テレビ和歌山（WTV）             | 独立UHF局      | 土曜 22:55 - 23:00（1993年4月 - 1998年9月) 金曜 22:55 - 23:00（1998年10月 - 1999年9月最終回） |              |
| 香川県・岡山県 | 山陽放送（RSK）                 | TBS系列        | 金曜 24:40 - 24:45                                                                            |              |
| 徳島県         | 四国放送（JRT）                 | 日本テレビ系列 | 土曜 25:25 - 25:30（1998年4月 - 1999年9月の最終回まで放送。)                                  |              |

### 2003年10月～2004年12月
| 放送対象地域   | 放送局                          | 系列           | 放送日時           | 放送日の遅れ |
| -------------- | ------------------------------- | -------------- | ------------------ | ------------ |
| 千葉県         | 千葉テレビ放送（CTC）【制作局】 | 独立UHF局      | 水曜               |              |
| 宮城県         | 仙台放送（OX）                  | フジテレビ系列 | 火曜 25:03 - 25:33 |              |
| 福島県         | テレビユー福島（TUF）           | TBS系列        | 日曜 24:35 - 25:05 |              |
| 香川県・岡山県 | 山陽放送（RSK）                 | TBS系列        |                    |              |
| 徳島県         | 四国放送（JRT）                 | 日本テレビ系列 | 月曜               |              |

## 歴代テーマソング
| 年月日     | オープニングテーマ                               | エンディングテーマ           |
| ---------- | ------------------------------------------------ | ---------------------------- |
| 2003年10月 | 「君と約束した優しいあの場所まで」三枝夕夏 IN db |                              |
| 2003年11月 |                                                  |                              |
| 2003年12月 |                                                  |                              |
| 2004年1月  |                                                  |                              |
| 2004年2月  |                                                  |                              |
| 2004年3月  | 「OH JAPAN 〜OUR TIME IS NOW〜」TMG              |                              |
| 2004年4月  |                                                  |                              |
| 2004年5月  |                                                  |                              |
| 2004年6月  | 「かけがえのないもの」ZARD                       |                              |
| 2004年7月  |                                                  |                              |
| 2004年8月  |                                                  |                              |
| 2004年9月  | 「正面衝突」稲葉浩志                             |                              |
| 2004年10月 |                                                  |                              |
| 2004年11月 | 「英雄」doa                                      | 「今日はゆっくり話そう」ZARD |
| 2004年12月 |                                                  |                              |